# Піногасник (машина)
Пінога́сник (рос. пеногаситель, англ. foam suppressor, нім. Schaumlöscher m) — у збагаченні корисних копалин — машина для руйнування мінералізованої піни в пінному продукті флотації. 
Розрізняють три види: з вакуумним, механічним або хімічним способами гасіння піни. 
Робочий орган піногасника — обертовий механізм. 
Застосовується при збагаченні корисних копалин флотацією перед подальшою обробкою відфлотованого матеріалу, наприклад, фільтруванням.

## Опис
Піногасильні пристрої у флотаційних відділеннях збагачувальних фабрик застосовуються для видалення повітря з пінних продуктів. Необхідність їхнього застосування пов’язана з утворенням стійких пін, що приводить до труднощів при транспортуванні пінного продукту, а в деяких випадках і до втрат корисних компонентів при зневодненні. 
Механічні методи базуються на застосуванні імпелерів або мішалок, виготовлених у вигляді спеціальних блоків і розташованих у будь-якій ємності (зумпфі або чані). Піна повинна надходити прямо на імпелер. Механічний піногасник (рис. ) – мішалка, у якій пінний продукт під дією лопатей перемішується і руйнується. 
При використанні вакуумних пристроїв передбачають встановлення ресивера, у якому піна остаточно руйнується, а пульпа та повітря розділяються. Частково піна руйнується при засмоктуванні й транспортуванні в ресивер. Вакуумні пристрої можуть використовуватися для руйнування піни перед подачею її на згущення і для видалення її з поверхні згущувачів. Вакуумний піногасник (рис.) являє собою герметично закриту лійку, у якій завдяки вакууму (27 – 40 кН/м2) відбувається виділення бульбашок повітря і руйнування піни.
Найбільш простим і достатньо надійним у більшості випадків є механічний спосіб руйнування піни. Однак, як показала практика застосування механічних піногасників при флотації вугілля, вони непридатні для руйнування в’язких пін. Більш ефективним є вакуумно-механічний спосіб гасіння піни, при якому під дією вакууму бульбашки повітря збільшуються в об’ємі, їх гідратні оболонки потоншуються і при ударі об відбійну стінку лопаються. 
Вакуумно-механічний спосіб є найбільш ефективним та поширеним. Недоліком цього способу гасіння піни є складність і громіздкість системи, висока енергоємність, значні капітальні й експлуатаційні витрати.
В ежекторних пристроях використовується стиснене повітря. Піна руйнується внаслідок розрідження, яке створюється на виході з сопла, а в інших пристроях внаслідок удару об відбійник. Ежекторні пристрої можуть бути розташовані безпосередньо біля жолоба флотаційної машини.
При фізико-хімічних способах руйнування піни застосовуються розчини різних реагентів: кислот, солей, неорганічних колоїдів, аполярних масел. Для контакту реагенту з бульбашками піни вона звичайно зрошується розчином реагенту під час її протікання тонким шаром по похилій площині (жолобу) або перемішується з ним у різних ємностях. 
Електричний спосіб руйнування піни базується на застосуванні іскрового розряду. Розряд пропускається між розташованим над піною електродом і самою піною. 
При звуковому й ультразвуковому гасінні піни застосовуються спеціальні звукові генератори та сирени.
Термічний спосіб руйнування піни полягає в перемішуванні її в чані з добавкою гострого пару. 
Піногасильні пристрої доцільно встановлювати при розташуванні вакуум-фільтрів над флотомашинами або, якщо вакуум-фільтри розташовані в іншому приміщенні, тобто коли пінні продукти необхідно перекачувати відцентровими насосами. 
Якщо пінні продукти надходять на вакуум-фільтри самопливом (флотомашини розташовані над фільтрами), застосування піногасника нераціональне, тому що ефективність роботи сучасних фільтрів, які мають високу продуктивність по повітрю і великий вакуум, несуттєво знижується при фільтруванні продуктів з підвищеним вмістом піни (повітря).